# 阿齊濟耶 (麥迪亞省)
36°17′N 3°30′E / 36.283°N 3.500°E

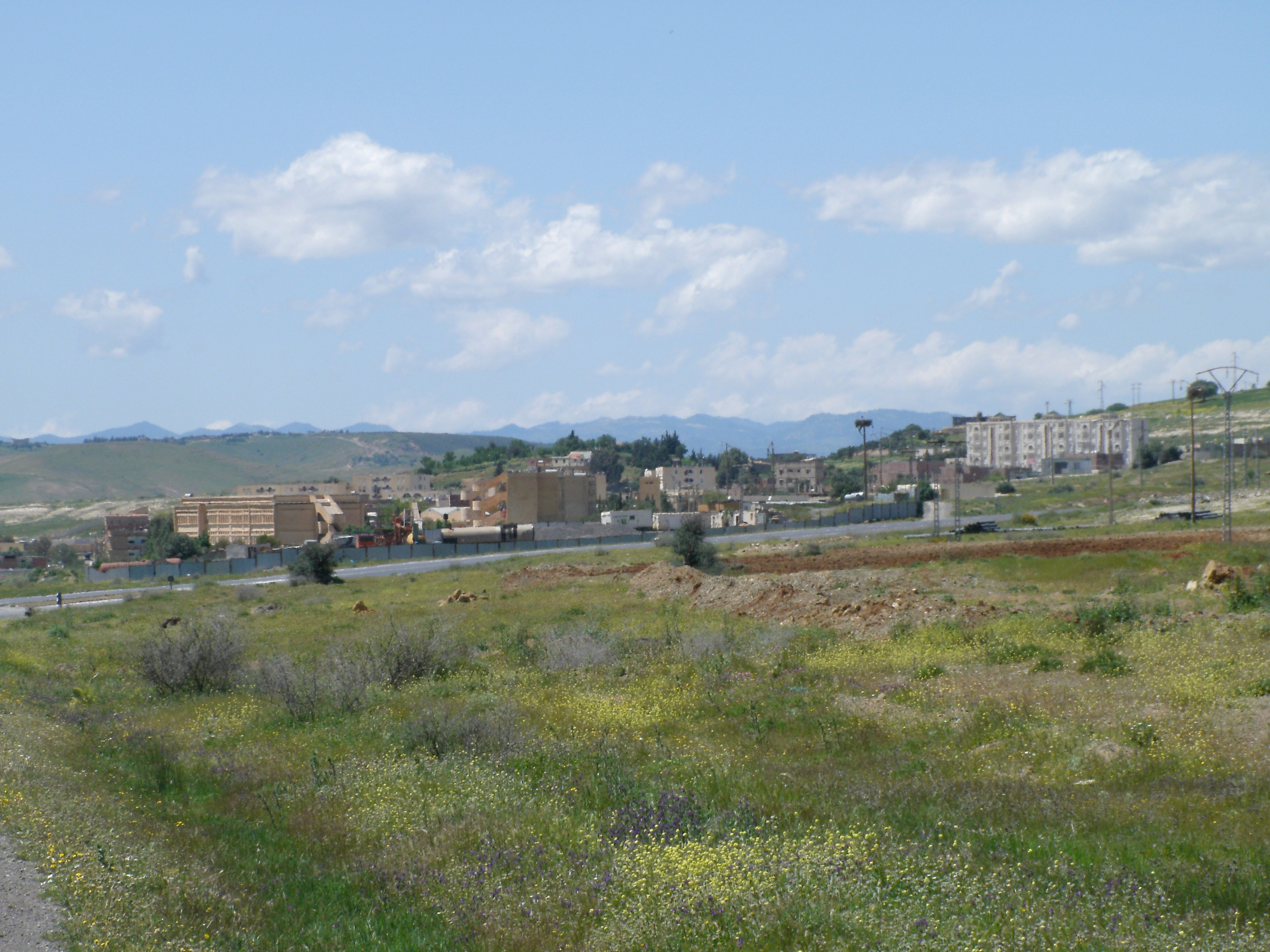

阿齊濟耶（阿拉伯语：‎），是阿爾及利亞的城鎮，位於該國北部，由麥迪亞省負責管轄，是阿齊濟耶區的首府，面積47平方公里，海拔高度557米，2008年人口8,432人，人口密度每平方公里179人。